# Médaille Tyson
Pour les articles homonymes, voir Tyson.

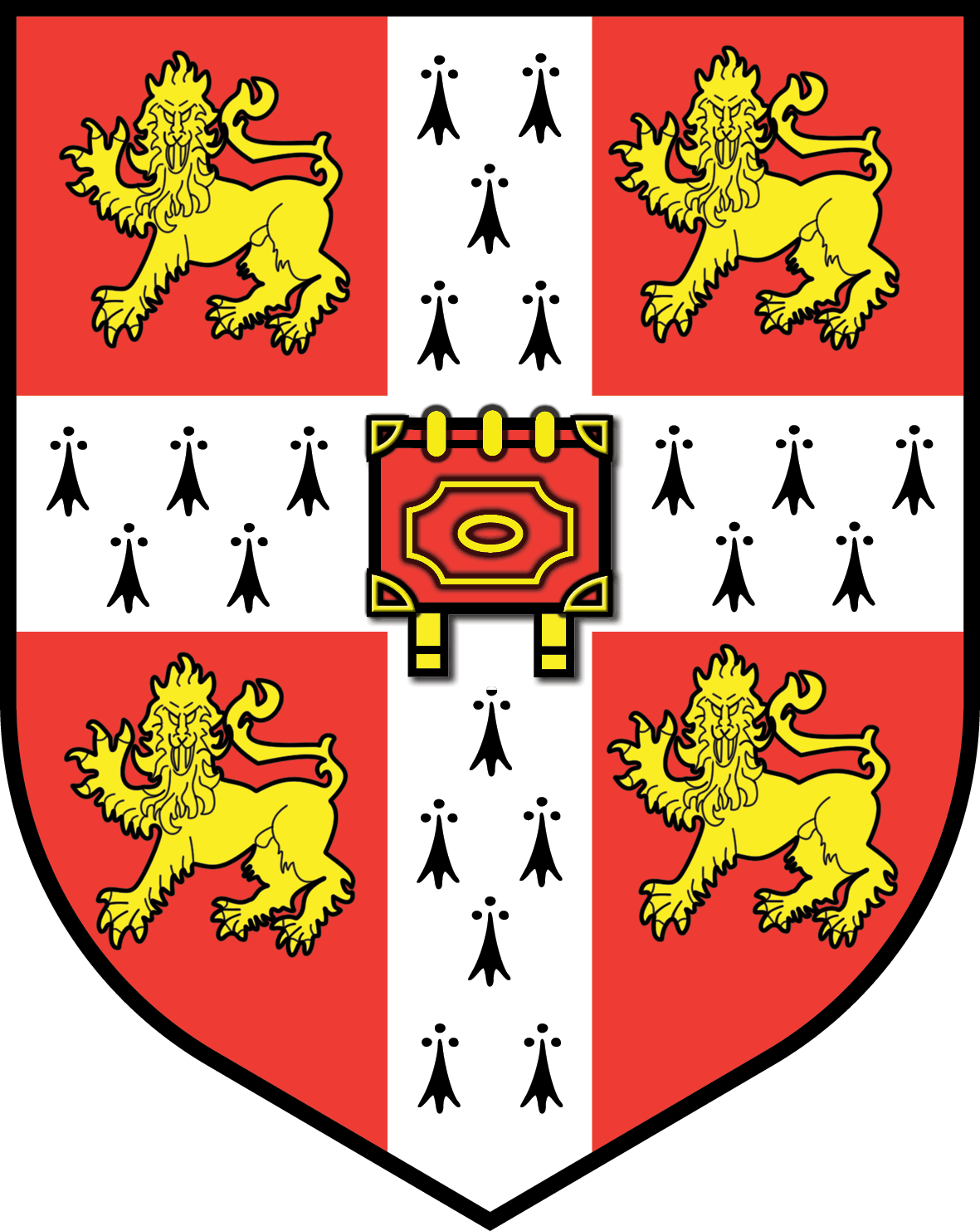
Armoiries de l'université de Cambridge.

La médaille Tyson est un prix scientifique décerné pour la meilleure performance dans des sujets relatifs à l'astronomie à l'université de Cambridge, en Angleterre. Elle est décernée chaque année pour la réussite de l'examen de la troisième partie (en) du Tripos mathématique quand il y a un candidat qui mérite ce prix. Dans son testament, Henry Tyson a effectué la donation suivante :
« Que la somme de trois cents livres soit payée à l'université de Cambridge chaque année pour une médaille en or attribuée au meilleur en mathématiques et astronomie de la même façon que le prix Smith et portant le nom du donateur (That the sum of three hundred pounds be paid to the Cambridge University the interest annually to be for a gold medal for the best proficient in Mathematics and Astronomy in the same way as Dr Smith's and to bear the donor's name. »
La valeur du fonds était de 65 095 £ en 2008.

## Lauréats
La majeure partie de cette liste provient des archives du journal The Times. Les gagnants du concours sont publiés dans le Cambridge University Reporter (en).
- 1895 A. Y. G. Campbell (en)
- 1896 Edmund Taylor Whittaker
- 1904 Philip Edward Marrack
- 1905 F. J. M. Stratton (en)
- 1911 Albert Henry Stewart Gillson
- 1912 John Jackson
- 1913 Hermann Glauert
- 1914 William Marshall Smart (en)
- 1919 William Michael Herbert Greaves
- 1924 Alan Fletcher
- 1927 Charles Stewart McLeod
- 1928 J. C. P. Miller (en)
- 1930 Vishnu Vasudev Narlikar et Andrew Wood Taylor
- 1931 W. E. Candler
- 1932 J. A. Edgar
- 1933 Raymond Lyttleton
- 1934 F. L. Westwater
- 1935 Robert Martineau (en)
- 1936 G. L. Clark
- 1937 David Stanley Evans (en)
- 1941 C. Plumpton
- 1954 P. J. Message
- 1956 J. H. Biltcliffe
- 1960 Jayant Narlikar
- 1964 Michael Victor Penston
- 1966 J. Skilling
- 1967 Susan H. Storer
- 1968 Derek Jeffrey Raine
- 1969 Douglas C. Heggie (en)
- 1970 Christopher Rodney Prior
- 1971 James E. Pringle (en)
- 1972 Stephen Theodore Chesmer Siklos et Christopher Andrew Jones
- 1973 Andrew Richard Garlick et Roman L. Znajek
- 1974 Philip William Murray Brighton
- 1976 Christopher Pope (en)
- 1978 Robert Sinclair MacKay
- 1979 Ian G. Moss
- 1980 Susan Stepney
- 1981 Julian Christopher Luttrell
- 1982 Peter P. Taylor
- 1984 Michael John Thompson
- 1985 Koenraad H. Kuijken
- 1986 Mark G. Mitchard
- 1987 Fay Dowker (en)
- 1988 Nigel Peake
- 1989 Robin J. R. Williams
- 1993 Christopher Stephen Reynolds
- 1994 Gordon Ian Ogilvie
- 1999 Steven R. Furlanetto
- 2000 Robert D. Jones
- 2004 Joshua T. Horwood
- 2005 Alexander L.G. Scordellis
- 2007 Simeon Bird
- 2008 Blake D. Sherwin
- 2009 non décernée
- 2010 Curt von Keyserlingk
- 2011 Adam Solomon
- 2012 Raghu Mahajan
- 2013 Benjamin Wallisch
- 2014 Michael J. Cole
- 2015 Felicity Eperon
- 2016 Theodor Björkmo
- 2017 Roland Bittleston et Philip Boyle-Smith
- 2018 Niklas J. F. Henke et Atul Sharma
- 2019 Philip De Friend et James Moore